# Světelná závora

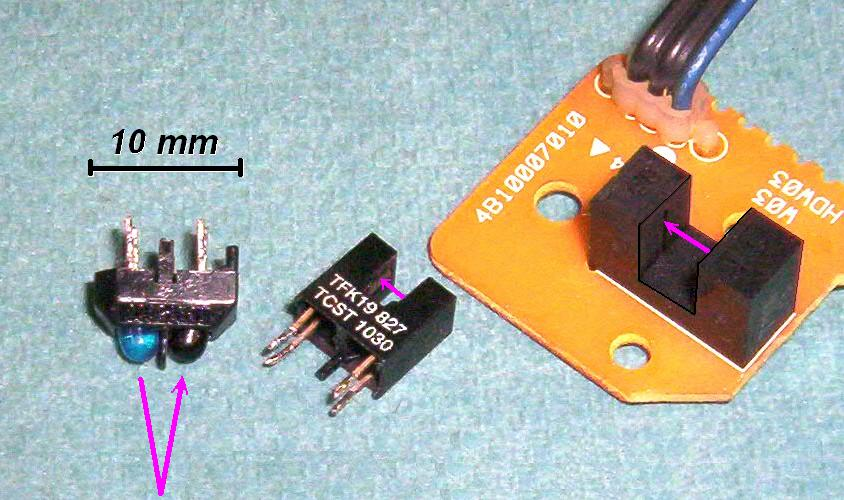
Reflexní závora a jednocestné závory (purpurově zvýrazněn světelný paprsek)

Světelná závora je elektronicko-optický prvek, který zjišťuje přerušení světelného paprsku. Skládá se z fototranzistoru a LED diody. Například lze takto detekovat otevření dveří a spustit alarm.
- Jednocestná závora zjišťuje přerušení přímo mezi emitorem a senzorem
- Reflexní závora má emitor i senzor na jedné straně, na druhé je reflexní člen (odrazka)
- Světelný závěs (light curtain) je složen z vícero světelných závor